# Cosma II di Costantinopoli
Cosma II Attico (in greco Κοσμᾶς Β´ ὁ Ἀττικός?; Egina, ... – dopo il 1147) è stato un arcivescovo ortodosso greco, che ha ricoperto la carica di Patriarca ecumenico di Costantinopoli dall'aprile 1146 al febbraio 1147.

## Carriera ecclesiastica
Era un diacono di Hagia Sophia prima della sua ascensione al trono patriarcale, avvenuta dopo l'abdicazione di Michele II Curcuas.

### Patriarcato
Era molto rispettato per la sua istruzione e per il suo carattere santo. Cosma regnò durante il dominio dell'imperatore bizantino Manuele I Comneno.

#### Deposizione
Cosma fu condannato e deposto il 26 febbraio 1147 da un sinodo tenuto nel Palazzo di Blachernae a causa dell'indulgenza nei confronti del monaco Niphon, un bogomilita condannato dal 1144, che ricevette a casa sua e alla sua tavola.
Le ragioni esatte per la condanna e la deposizione di Cosma II non sono chiaramente stabilite; forse è stato vittima di intrighi politici. È chiaro tuttavia che l'imperatore Manuele intervenne direttamente nel convocare il Sinodo che depose Cosma, interrogando personalmente coloro che lo avevano accusato e mettendo direttamente alla prova Cosma sulle sue opinioni sull'eretico Niphon. Questa vicenda è tipica sia delle controversie dottrinali comuni nel regno di Manuele I, sia della prontezza dell'imperatore a intromettersi attivamente in esse.